# DAF zesstreper

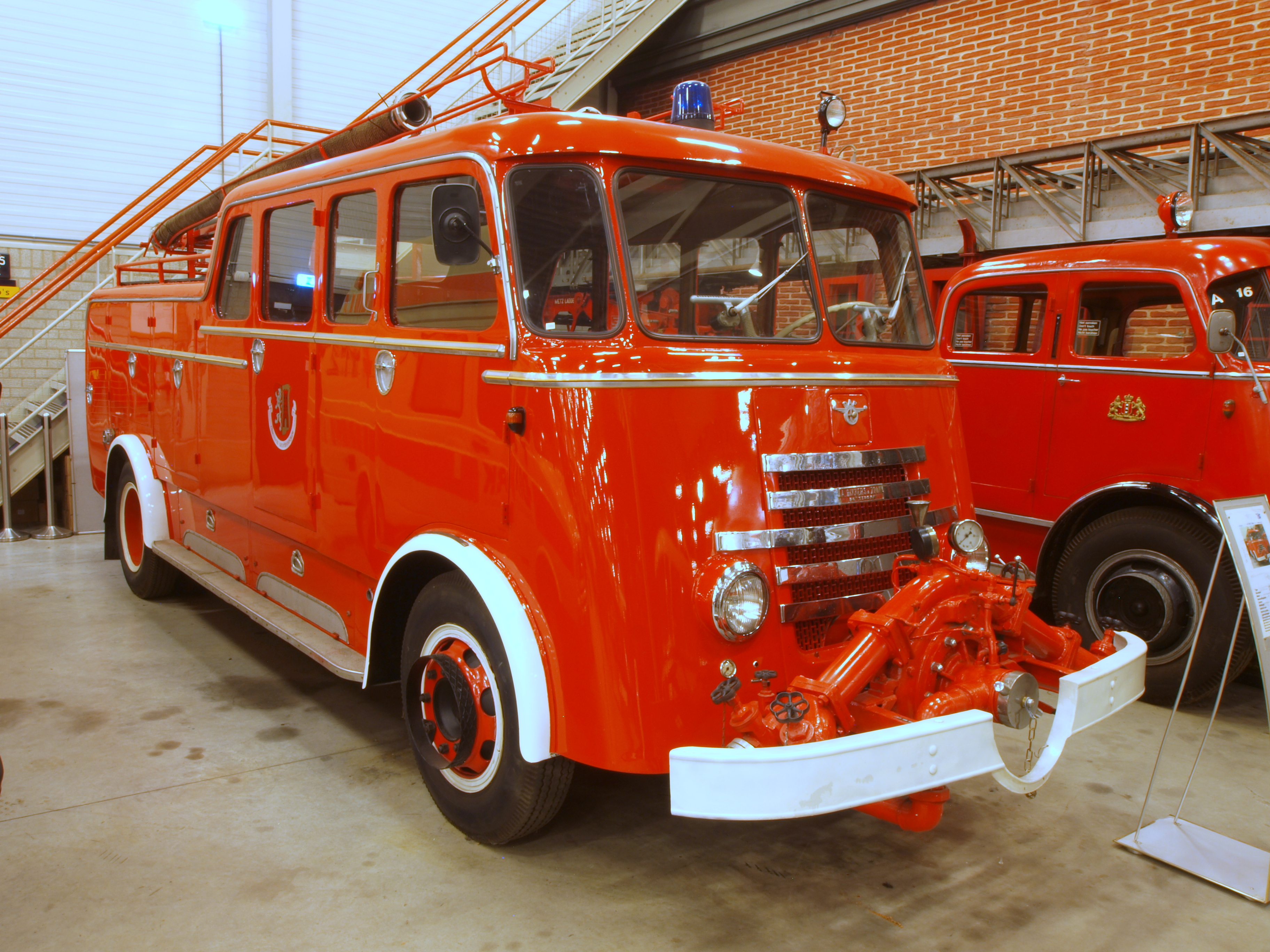
DAF A1100 zesstreper als brandweerwagen met opbouw van Bikkers

De DAF "zesstreper" was een familie van vrachtauto's die vanaf 1955 geproduceerd werd bij de Nederlandse fabrikant DAF. De reeks voertuigen kreeg de benaming 'zesstrepers' vanwege zes chroombalken in de grill. Het was de opvolger van de DAF zevenstreper. In 1959 kreeg de familie wederom een facelift, die bekent staan als "Kikkerdaf".
De typeaanduiding veranderde ook, de getallenreeks was voorheen een letter met twee getallen, bij dit model werden dit vier getallen, waarbij het getal het aantal pk weergeeft. Zo heeft de A1100 hiernaast bijvoorbeeld 110pk.